# Hugues Martin
Hugues Martin (ur. 2 stycznia 1942 w Mâcon) – francuski polityk, eurodeputowany, samorządowiec. Kawaler Legii Honorowej i oficer Narodowego Orderu Zasługi.

## Życiorys
Był zawodowym wojskowym, służył w pułku spadochroniarzy. Odszedł do rezerwy w stopniu pułkownika. Pracował następnie jako doradca ubezpieczeniowy (do 2000), działał w stowarzyszeniu brokerów ubezpieczeniowych Akwitanii.
W latach 1971–1983 był radnym Bordeaux, następnie do 2004 zastępcą mera tego miasta. Od 1979 do 1999 jednocześnie zasiadał w radzie departamentu Żyronda. Należał do gaullistowskiego Zgromadzenia na rzecz Republiki (RPR). W 2002 wraz z tym ugrupowaniem przystąpił do Unii na rzecz Ruchu Ludowego.
W wyborach w 1999 uzyskał mandat posła do Parlamentu Europejskiego V kadencji z listy RPR-DL. Był członkiem grupy chadeckiej oraz wiceprzewodniczącym Komisji Rybołówstwa. W PE zasiadał do 2004.
W tym samym roku w wyborach uzupełniających po dymisji Alaina Juppé został wybrany do Zgromadzenia Narodowego XII kadencji (do 2007). Również w 2004 zastąpił byłego premiera na stanowisko mera Bordeaux, sprawując ten urząd do 2006. Został następnie pierwszym zastępcą mera, a w 2008 zastępcą mera ds. finansów, kończąc urzędowanie w 2014.